# Europejskie Igrzyska Halowe w Lekkoatletyce 1968 – skok w dal kobiet
Skok w dal kobiet – jedna z konkurencji technicznych rozgrywanych podczas lekkoatletycznych europejskich igrzysk halowych w hali Palacio de Deportes w Madrycie. Rozegrano od razu finał 9 marca 1968. Zwyciężyła reprezentantka Norwegii Berit Berthelsen, która obroniła tytuł z poprzednich igrzysk.

## Rezultaty
Rozegrano od razu finał, w którym wzięło udział 8 zawodniczek.
Opracowano na podstawie materiału źródłowego.
| Miejsce | Zawodniczka          | Wynik |
| ------- | -------------------- | ----- |
| 1       | Berit Berthelsen     | 6,43  |
| 2       | Bärbel Löhnert       | 6,23  |
| 3       | Viorica Viscopoleanu | 6,23  |
| 4       | Heide Rosendahl      | 6,20  |
| 5       | Helēna Ringa         | 6,14  |
| 6       | Meta Antenen         | 6,08  |
| 7       | Marijana Lubej       | 5,51  |
| –       | Tatjana Tałyszewa    | NM    |